# Derostenus persicus
Derostenus persicus är en stekelart som beskrevs av Alex Gumovsky 2003. Derostenus persicus ingår i släktet Derostenus och familjen finglanssteklar.
Artens utbredningsområde är Iran. Inga underarter finns listade i Catalogue of Life.